# MTV Europe Music Awards 2011
MTV EMA 2011 (známé jako MTV Europe Music Awards) se uskutečnilo v Severním Irsku v metropoli Belfastu v neděli 6. listopadu 2011 v Odyssey Arena v Titanic Quarter s moderátorkou Selenou Gomezovou. Další místa pro živá vystoupení byla v Ulster Hall a Belfast City Hall.
Devatenáctého září 2011, MTV Networks International oznámil nominace pro rok 2011. V hlavních kategoriích dominovala Lady Gaga se šesti nominacemi, Katy Perry a Bruno Mars s pěti a Britney Spears, Adele a 30 Seconds to Mars se třemi nominacemi. Lady Gaga se stala největším vítězem večera se čtyřmi cenami. Dalšími vítězi byli 30 Seconds to Mars, Bruno Mars a Justin Bieber, kteří si odnesli po dvou cenách.
Během show oznámila Selena Gomez, že MTV získala od lidí 154 milionů hlasů po celém světě. Skupina Queen získali cenu v kategorii Globální legenda od Katy Perry a kapela také uzavřela celou show s Adamem Lambertem a jejich hity "The Show Must Go On", "We Will Rock You" a "We Are the Champions".

## Nominace
Výherci jsou označeny tučně.

### Nejlepší píseň
- Adele — "Rolling in the Deep"
- Bruno Mars — "Grenade"
- Jennifer Lopez (společně s Pitbullem) — "On the Floor"
- Katy Perry — "Firework"
- Lady Gaga — "Born This Way"

### Nejlepší video
- Adele — "Rolling in the Deep"
- Beastie Boys — "Make Some Noise"
- Beyoncé — "Run the World (Girls)"
- Justice — "Civilization"
- Lady Gaga — "Born This Way"

### Nejlepší zpěvačka
- Adele
- Beyoncé
- Jennifer Lopez
- Katy Perry
- Lady Gaga

### Nejlepší zpěvák
- Bruno Mars
- David Guetta
- Eminem
- Justin Bieber
- Kanye West

### Nejlepší nováček
- Bruno Mars
- Far East Movement
- Jessie J
- LMFAO
- Wiz Khalifa

### Nejlepší Pop
- Britney Spears
- Justin Bieber
- Rihanna
- Lady Gaga
- Katy Perry

### Nejlepší Rock
- Coldplay
- Foo Fighters
- Kings of Leon
- Linkin Park
- Red Hot Chili Peppers

### Nejlepší Alternativa
- 30 Seconds to Mars
- Arcade Fire
- Arctic Monkeys
- My Chemical Romance
- The Strokes

### Nejlepší Hip-Hop
- Eminem
- Jay-Z & Kanye West
- Lil Wayne
- Pitbull
- Snoop Dogg

### Nejlepší LIVE
- Coldplay
- Foo Fighters
- Katy Perry
- Lady Gaga
- Red Hot Chili Peppers

### Nejlepší World Stage
- 30 Seconds to Mars
- Arcade Fire
- The Black Eyed Peas
- Diddy – Dirty Money
- Enrique Iglesias
- Kings of Leon
- Linkin Park
- My Chemical Romance
- Ozzy Osbourne
- Snoop Dogg

### Nejlepší Push umělec
- Alexis Jordan
- Big Time Rush
- Bruno Mars
- Far East Movement
- Jessie J
- Katy B
- LMFAO
- Neon Trees
- Theophilus London
- Wiz Khalifa

### Cena Biggest Fans
- 30 Seconds to Mars
- Justin Bieber
- Lady Gaga
- Paramore
- Selena Gomez

### Celosvětový počin
- Restart
- BIG BANG
- Lena
- Britney Spears
- Abdelfattah Grini

### Globální legenda
- Queen[9]

## Regionální nominace
Výherci jsou označeny tučně.

### Nejlepší umělec Velké Británie a Irska
- Adele
- Coldplay
- Florence and the Machine
- Jessie J
- Kasabian

### Nejlepší dánský umělec
- L.O.C.
- Medina
- Nik & Jay
- Rasmus Seebach
- Rune RK

### Nejlepší finský umělec
- Anna Abreu
- Children of Bodom
- Haloo Helsinki!
- Lauri Ylönen
- Sunrise Avenue

### Nejlepší norský umělec
- Erik og Kriss
- Eva & The Heartmaker
- Jaa9 & OnklP
- Jarle Bernhoft
- Madcon

### Nejlepší švédský umělec
- Eric Amarillo
- Mohombi
- Robyn
- Swedish House Mafia
- Veronica Maggio

### Nejlepší německý umělec
- Beatsteaks
- Clueso
- Culcha Candela
- Frida Gold
- Lena

### Nejlepší italský umělec
- Fabri Fibra
- Jovanotti
- Modà
- Negramaro
- Verdena

### Nejlepší nizozemský umělec
- Afrojack
- Baskervilles
- Ben Saunders
- De Jeugd van Tegenwoordig
- Go Back to the Zoo

### Nejlepší belgický umělec
- Deus
- Goose
- Stromae
- The Subs
- Triggerfinger

### Nejlepší francouzský umělec
- Ben l'Oncle Soul
- David Guetta
- La Fouine
- Martin Solveig
- Soprano

### Nejlepší polský umělec
- Afromental
- Doda
- Ewa Farna
- Monika Brodka
- Myslovitz

### Nejlepší španělský umělec
- El Pescao
- Nach
- Russian Red
- Vetusta Morla
- Zenttric

### Nejlepší ruský umělec
- Gradusi
- Kasta
- Machete
- Njuša
- Timati

### Nejlepší rumunský umělec
- Alexandra Stan
- Fly Project
- Guess Who
- Puya
- Smiley

### Nejlepší portugalský umělec
- Amor Electro
- Aurea
- Diego Miranda
- Expensive Soul
- The Gift

### Nejlepší jadranský umělec
- Dubioza Kolektiv
- Hladno pivo
- Magnifico
- S.A.R.S.
- SevdahBABY

### Nejlepší maďarský umělec
- Bin Jip
- Compact Disco
- Fish!
- Punnany Massif
- The Carbonfools

### Nejlepší turecký umělec
- Atiye Deniz
- Cartel
- Duman
- Hadise
- Mor ve Ötesi

### Nejlepší ukrajinský umělec
- Jamala
- Ivan Dorn
- Kazaky
- Max Barskih
- Sirena

### Nejlepší řecký umělec
- Κokkina Halia
- Mark F. Angelo featuring Shaya
- Melisses
- Onirama
- Panos Mouzourakis featuring Kostis Maraveyas

### Nejlepší izraelský umělec
- Izabo
- Liran Danino
- Sarit Hadad
- The Walking Man
- The Young Professionals

### Nejlepší švýcarský umělec
- Adrian Stern
- Baschi
- Gimma
- Myron
- TinkaBelle

### Nejlepší český a slovenský umělec
- Ben Cristovao
- Charlie Straight
- Debbi
- PSH
- Rytmus

## Světové nominace
Výherci jsou označeny tučně.

### Nejlepší evropský počin
- Adele
- Alexandra Stan
- Atiye Deniz
- Aurea
- Ben Saunders
- Charlie Straight
- Compact Disco
- Deus
- Dubioza Kolektiv
- Eva & The Heartmaker
- Ewa Farna
- Gimma
- La Fouine
- Lauri Ylönen
- Lena
- Mark F. Angelo & Shaya
- Medina
- Modà
- Njuša
- Russian Red
- Sirena
- Swedish House Mafia
- The Young Professionals

### Nejlepší africký, středovýchodní a indický počin
- Abdelfattah Grini
- Black Coffee
- Cabo Snoop
- Fally Ipupa
- Scribe
- Wizkid

### Nejlepší asijský a pacifický počin
- Agnes Monica
- BIG BANG
- Exile
- Gotye
- Jane Zhang
- Jay Chou
- Sia

### Nejlepší latinskoamerický počin
- Ádammo
- Babasónicos
- Belanova
- Calle 13
- Don Tetto
- No Te Va Gustar
- Panda
- Restart
- Seu Jorge
- Zoé

### Nejlepší severoamerický počin
- Beyoncé
- Britney Spears
- Bruno Mars
- Foo Fighters
- Justin Bieber
- Katy Perry
- Lady Gaga
- Lil Wayne

## Vystupující

### Pre show
- Jason Derülo — "It Girl / In My Head"[10]

### Hlavní show
- Coldplay — "Every Teardrop Is a Waterfall"[11]
- LMFAO společně s Lauren Bennett a GoonRock — "Party Rock Anthem"[11]
- Bruno Mars — "Marry You"[12]
- Jessie J — "Price Tag"[11]
- Red Hot Chili Peppers — "The Adventures of Rain Dance Maggie"[13]
- Lady Gaga — "Marry the Night"[12]
- Selena Gomez & the Scene — "Hit the Lights"[14]
- Snow Patrol — "Called Out in the Dark"[10]
- Justin Bieber — "Mistletoe / Never Say Never"[15]
- David Guetta společně s Taio Cruz, Ludacris a Jessie J — "Sweat (David Guetta Remix) / Little Bad Girl / Without You"[15]
- Adam Lambert a Queen — "The Show Must Go On / We Will Rock You / We Are the Champions" [16]

### Digitální show
- Snow Patrol — "This Isn't Everything You Are"
- Jason Derülo — "Don't Wanna Go Home"

## Uvaděči
- Louise Roe a Tim Kash — Moderátoři červeného koberce
- Nicole Polizzi a Jennifer Farley — vyhlašující kategorie Nejlepší LIVE[12]
- David Hasselhoff — vyhlašující kategorie Nejlepší zpěvačka[15]
- Katy Perry — vyhlašující kategorie Globální legenda[15]
- Ashley Rickards a Sheamus — vyhlašující kategorie Nejlepší zpěvák[12][15]
- Amy Lee — představující skupiny Red Hot Chili Peppers[15]
- Jeremy Scott a From Above — vyhlašující kategorie Nejlepší nováček[15]
- Hayden Panettiere — vyhlašující kategorie Nejlepší píseň[15]
- Malcolm-Jamal Warner a Tracee Ellis Ross — vyhlašující kategorie Celosvětový počin
- Jessie J — představení pocty pro Amy Winehouse
- Bar Refaeli a Irina Shayk — vyhlašující kategorie Nejlepší video[15]